# ادموند بکر
ادموند بکر (انگلیسی: Edmund Becker؛ زادهٔ ۱۸ ژوئیهٔ ۱۹۵۶) بازیکن فوتبال اهل آلمان است.
از باشگاه‌هایی که در آن بازی کرده‌است می‌توان به باشگاه فوتبال کارلسروهه اشاره کرد.